# Crime împotriva păcii
Crime împotriva păcii reprezintă acțiunile de planificare, pregătire și punere în practică a războiului de agresiune. Un război de agresiune constă în plănuirea, pregătirea, dezlănțuirea sau purtarea unui război, cu violarea tratatelor, a garanțiilor sau a acordurilor internaționale.
Crimele împotriva păcii au fost definite în cursul Proceselor de la Nürnberg, alături de crimele de război (definite ca violarea legilor și obiceiurilor războiului) și de crimele împotriva umanității (definite ca exterminarea, subjugarea și persecutarea pe motive politice sau rasiale și ca acte inumane săvârșite împotriva populației civile).
După al Doilea Război Mondial, Organizația Națiunilor Unite a consacrat „principiul neagresiunii” și a stabilit că războiul de agresiune este cea mai gravă crimă internațională, fiind calificat drept „crimă împotriva păcii”.
O crimă împotriva păcii este și propaganda pentru război, deoarece este un act preparatoriu al dezlănțuirii războiului.. De aceea, Art. 30 alin. 7 din Constituția României interzice, printre altele, „îndemnul la război de agresiune”.